# Ekosystem

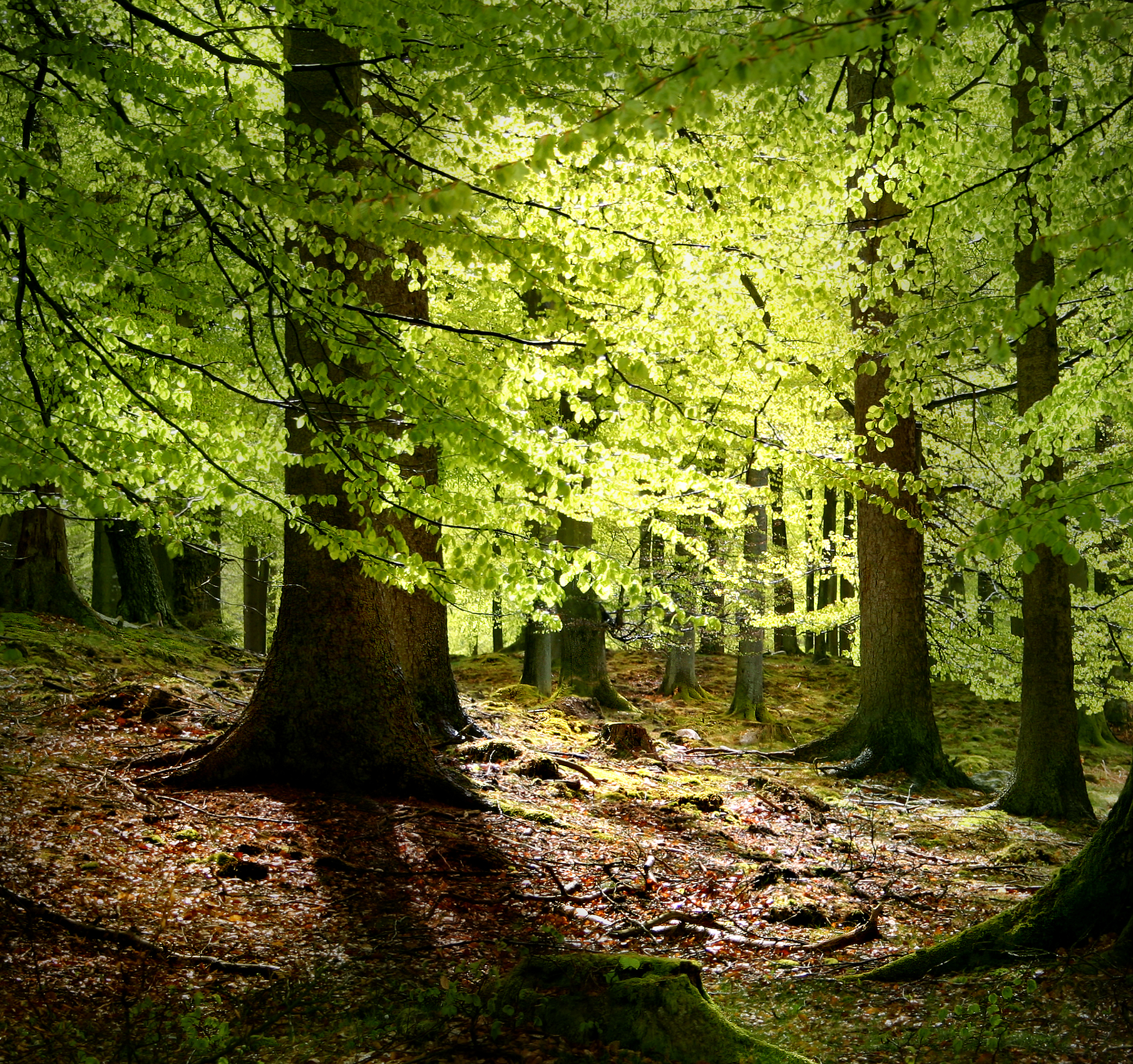
Ekosystem leśny

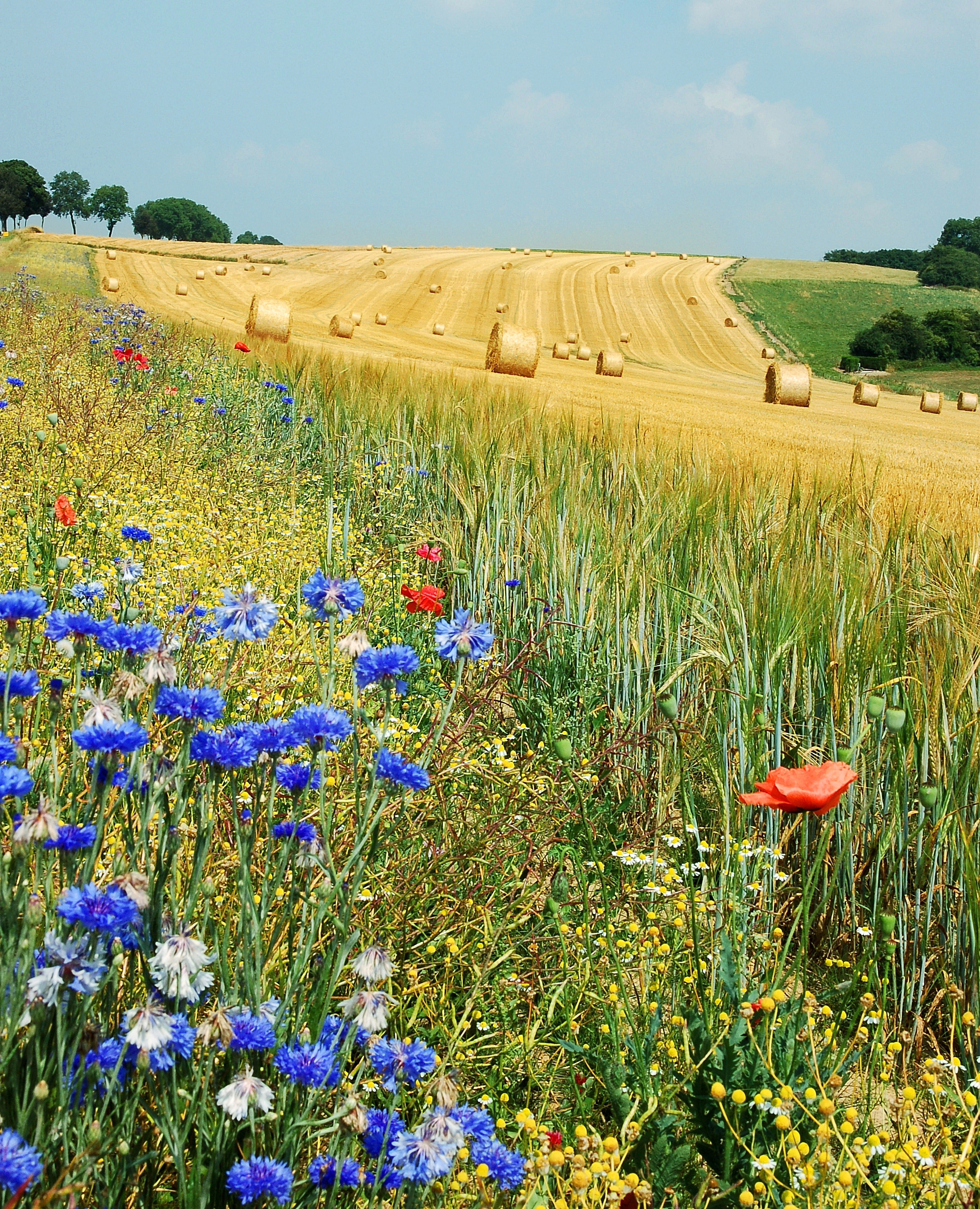
Agroekosystem

Ekosystem (gr. oikos – dom, mieszkanie, gospodarstwo; gr. systēmatikós – zestawiony od sýstēma – zestawienie, połączenie od synistánai – zestawiać) – dynamiczny układ ekologiczny, na który składa się zespół organizmów (biocenoza) połączonych relacjami troficznymi (tworzących sieć troficzną) wraz ze środowiskiem przezeń zajmowanym, czyli biotopem, w którym zachodzi przepływ energii i obieg materii. W skrócie zatem ekosystem to biocenoza wraz z biotopem. Ekosystemy wyodrębniane są na podstawie istnienia silniejszych powiązań w ich obrębie niżeli między ich składowymi a otoczeniem (biologicznie ważne pierwiastki chemiczne krążą intensywniej w obrębie poszczególnych ekosystemów niż pomiędzy nimi).

## Problemy terminologiczne
Ekosystem to jedno z podstawowych pojęć w ekologii, ale podobnie jak sama „ekologia” jest terminem wieloznacznym. Określenie „ekosystem” stosowane bywa w odniesieniu do dowolnego układu składającego się z elementów żywych lub żywych i nieożywionych, pozostających ze sobą w rozmaitych relacjach. Przy tak szerokim ujęciu ekosystemem można nazwać dowolny układ ekologiczny z organizmami żywymi, od kolonii bakterii na pożywce poczynając, na całej biosferze kończąc.
Termin ten został opublikowany przez brytyjskiego ekologa Arthura Tansleya w 1935 jako skrót od angielskich słów ecological system. Zaproponowany mu został na początku lat 30. XX wieku przez Arthura Roya Claphama.

(…) pojęciem (…) podstawowym jest cały system (w rozumieniu fizyki) zawierający nie tylko zespół organizmów, ale także pełny zespół czynników fizycznych, tworzących środowisko biomu, czynniki siedliska w najszerszym sensie. Mimo że naszą uwagę przyciągają przede wszystkim organizmy, to jednak kiedy staramy się rozumować w sposób zasadniczy, nie możemy oddzielić ich od ich specyficznego środowiska, z którym tworzą fizyczny system.
Właśnie takie systemy z punktu widzenia ekologa są podstawowymi jednostkami przyrody na powierzchni ziemi. (…) czynniki nieorganiczne są też składnikami systemu – nie może istnieć system ich pozbawiony – istnieje też stała wymiana najróżniejszych rzeczy wewnątrz każdego systemu, nie tylko pomiędzy organizmami, ale również pomiędzy składnikami organicznymi i nieorganicznymi. Te ekosystemy, jak możemy je nazwać, są najróżniejszego rodzaju i wielkości.

Warder Allee i in. w 1950 w definicji ekosystemu podkreślili współdziałanie systemu biotycznego i abiotycznego. Wyróżnili akcję – działanie siedliska fizyko-chemicznego na organizmy, reakcję organizmów i koakcję – wzajemne oddziaływanie organizmów na siebie nawzajem.
Różni autorzy tworzyli własne określenia stosowane zamiennie wobec „ekosystemu”. Do przykładów należą: mikrokosmos (Forbes, 1887), holocen (Friedrichs, 1930), biosystem (Thienemann, 1939), pleocen (Trojan, 1975), fizjocenoza (Wodziczko, 1950), biogeocenoza (Sukacev i Dyiis, 1964).

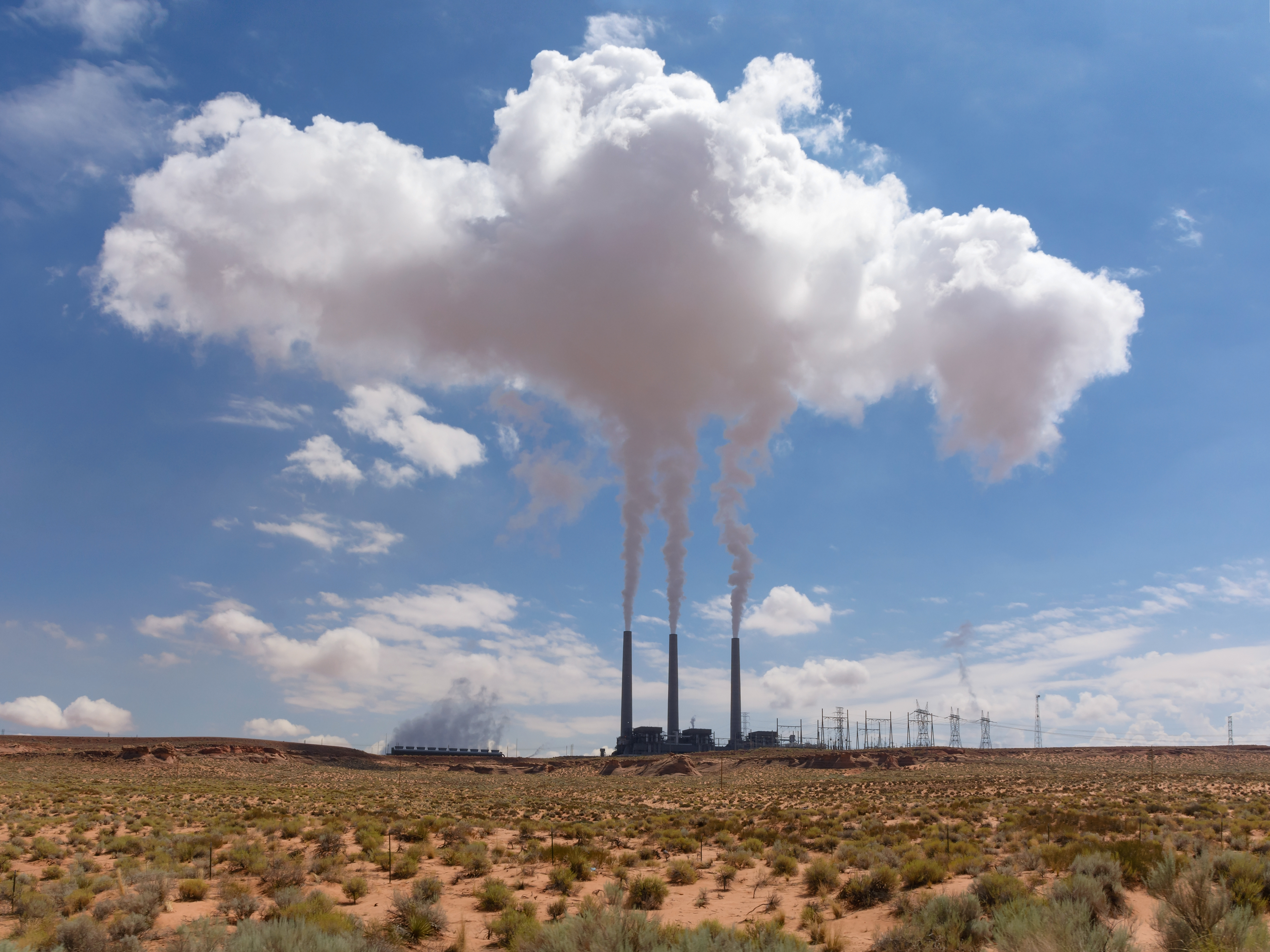
Emitująca dym elektrownia cieplna Navajo w pobliżu miasta Page, Arizona, Stany Zjednoczone

## Przykłady i klasyfikacje
Przykłady ekosystemów: las (→ ekosystem leśny), łąka i pole (→ agroekosystem), jezioro i morze (→ ekosystem wodny), torfowisko, wyspa, jaskinia, komin hydrotermalny. W każdym z wymienionych przypadków ekosystemem jest określona przestrzeń wyodrębniająca się i stanowiąca pewną całość pod względem przyrodniczym, innymi słowy jednym ekosystemem jest konkretny kompleks leśny, a nie wszystkie lasy na Ziemi.
Rzeka nie zawsze jest traktowana jako ekosystem ze względu na to, że nie zachodzi w niej pełny obieg materii.
Ekosystem ma zazwyczaj czteropoziomową strukturę pokarmową. Te poziomy to:
- środowisko abiotyczne – materia nieożywiona w środowisku,
- producenci – autotrofy, które użytkują wyłącznie abiotyczną część ekosystemu,
- konsumenci – heterotrofy (głównie zwierzęta),
- reducenci – destruenci, czyli bakterie i grzyby powodujące rozkład materii organicznej.

Podstawowy podział ekosystemów:
- lądowe,
- wodne,
- sztuczne,
- naturalne.

Kryteria wyróżniania ekosystemu:
- z punktu widzenia składu ekosystemu: fauna w ekosystemach jest specyficzna, zawiera gatunki charakterystyczne,
- z punktu widzenia pełności składu: każdy układ musi składać się z 3 elementów, którymi są autotrofy, konsumenci i destruenci,
- z punktu widzenia czasu trwania układów: są one ustabilizowane i trwałe,
- z punktu widzenia granic, które układ ograniczają: wielkość zajmowanego obszaru jest uwarunkowana zdolnością rozkładu, musi zachodzić pełna realizacja obiegów materii i przepływów energii (np. dla źródeł obszar wynosi kilka m², natomiast dla lasów mogą to być setki km²).